# Christmas Songs (альбом Мела Торме)
Christmas Songs — студийный альбом американского джазового певца Мела Торме 1992 года.

## Приём
| Оценки критиков                      | Оценки критиков |
| Источник                             | Оценка          |
| ------------------------------------ | --------------- |
| AllMusic                             | [ 1 ]           |
| The Penguin Guide to Jazz Recordings | [ 2 ]           |

Скотт Яноу из AllMusic написал: «Поскольку Мэл Торме был соавтором „The Christmas Song“, для многих его поклонников стало сюрпризом, что этот полноценный рождественский альбом он выпустил только в 1992 году для Telarc Поскольку в дополнение к его обычному трио его поддерживает большой оркестр (дирижёр Кейт Локхарт), а акцент делается на балладных исполнениях, у Торме не так много возможностей для скэта и свинга в этом приятном, но не авантюрном сете. Тем не менее, 16-трековый альбом, включающий несколько попурри и пару инструментальных композиций для оркестра, содержит изысканные и мелодичные интерпретации Торме рождественских песен, и альбом стоит того, если не необходим.»

## Список треков
1. Christmas Medley: «Jingle Bells»/«Santa Claus Is Coming to Town»/«Winter Weather»/«Winter Wonderland» (Джеймс Лорд Пирпонт)/(Джон Фредерик Кутс, Хейвен Гиллеспи)/(Тед Шапиро)/(Феликс Бернард, Ричард Б. Смит) — 4:16
2. «Sleigh Ride» (Лерой Андерсон) — 2:30
3. «The Christmas Song» (Мел Торме, Боб Уэллс) — 3:18
4. «The Glow Worm» (Пауль Линке, Джонни Мерсер, Лилла С. Робинсон) — 3:24
5. «The Christmas Feeling» (Торме) — 5:12
6. «It Happened in Sun Valley» (Мак Гордон, Гарри Уоррен) — 2:58
7. «Christmas Time Is Here» (Винс Гаральди, Ли Мендельсон) — 3:49
8. «Good King Wenceslas» (Джон Мейсон Нил) — 4:11
9. «What Child Is This?» (Вильям Чаттертон Дикс), (Традиционная) — 3:39
10. «Silver Bells» (Рэй Эванс, Джей Ливингстон) — 5:21
11. «Christmas Was Made for Children» (Торме) — 3:48
12. «The Christmas Waltz» (Сэмми Кан, Джул Стайн) — 5:03
13. Medley: «Just Look Around»/"Have Yourself a Merry Little Christmas (Ральф Блйен, Хью Мартин) — 3:51
14. «God Rest Ye Merry Gentlemen» (Традиционная) — 1:39
15. Medley: «Happy Holiday»/«Let’s Start the New Year Right»/«What Are You Doing New Year's Eve?» (Ирвинг Берлин)/(Фрэнк Лессер) — 3:25
16. «White Christmas» (Берлин) — 3:58

## Музыканты
- Мел Торме — вокал, барабаны, аранжировщик
- Кит Локхарт — дирижер
- Джон Уолш — труба
- Росс Коникофф
- Фрэнк Лондон
- Боб Миликан
- Том Артин — тромбон
- Рич Уилли
- Адам Бреннер — кларнетист, альт-саксофонист
- Джефф Руперт — кларнет, тенор-саксофон
- Ларри Диксон — бас-кларнет, баритон-саксофон
- Джек Стаки — кларнет, флейта, альт-саксофон
- Джерри Уэлдон — кларнет, тенор-саксофон
- Дженнифер Лейтем — контрабас
- Джон Колианни — пианино
- Донни Осборн — барабаны
- Анджела Морли — аранжировщик
- Роберт Вудс — продюсер звукозаписи
- Джек Реннер — звукорежиссер
- Майкл Бишоп — инженер по записи, микшированию и мастерингу
- Эрика Бреннер — младший продюсер звукозаписи, редактор